# Zincsilita
La zincsilita és un mineral de la classe dels silicats, que pertany al grup de l'esmectita. Rep el seu nom per la seva composició, que conté zinc (Zn) i silici (Si).

## Característiques
La zincsilita és un silicat de fórmula química Zn₃(Si₄O10)(OH)₂·4H₂O. Cristal·litza en el sistema monoclínic. La seva duresa a l'escala de Mohs oscil·la entre 1,5 i 2.
Segons la classificació de Nickel-Strunz, la zincsilita pertany a «09.EC - Fil·losilicats amb plans de mica, compostos per xarxes tetraèdriques i octaèdriques» juntament amb els següents minerals: minnesotaïta, talc, wil·lemseïta, ferripirofil·lita, pirofil·lita, boromoscovita, celadonita, chernykhita, montdorita, moscovita, nanpingita, paragonita, roscoelita, tobelita, aluminoceladonita, cromofil·lita, ferroaluminoceladonita, ferroceladonita, cromoceladonita, tainiolita, ganterita, annita, ephesita, hendricksita, masutomilita, norrishita, flogopita, polilitionita, preiswerkita, siderofil·lita, tetraferriflogopita, fluorotetraferriflogopita, wonesita, eastonita, tetraferriannita, trilitionita, fluorannita, xirokxinita, shirozulita, sokolovaïta, aspidolita, fluoroflogopita, suhailita, yangzhumingita, orlovita, oxiflogopita, brammal·lita, margarita, anandita, bityita, clintonita, kinoshitalita, ferrokinoshitalita, oxikinoshitalita, fluorokinoshitalita, beidel·lita, kurumsakita, montmoril·lonita, nontronita, volkonskoïta, yakhontovita, hectorita, saponita, sauconita, spadaïta, stevensita, swinefordita, ferrosaponita, vermiculita, baileyclor, chamosita, clinoclor, cookeïta, franklinfurnaceïta, gonyerita, nimita, ortochamosita, pennantita, sudoïta, donbassita, glagolevita, borocookeïta, aliettita, corrensita, dozyïta, hidrobiotita, karpinskita, kulkeïta, lunijianlaïta, rectorita, saliotita, tosudita, brinrobertsita, macaulayita, burckhardtita, ferrisurita, surita, niksergievita i kegelita.

## Formació i jaciments
Va ser descoberta al dipòsit polimetàl·lic de Batystau, al districte de Balkhash, dins la província de Kharagandí, al Kazakhstan. També ha estat descrita a les mines de coure del riu Paddy's, al Territori de la Capital Australiana (Austràlia); a la mina Horado, a la ciutat japonesa de Seki, dins la regió de Chūbu; i a la pedrera de Luserna, a la província de Torí, Itàlia.